# Alpiner Skiweltcup 1989/90
Die Saison 1989/90 des von der FIS veranstalteten Alpinen Skiweltcups begann am 8. August 1989 in Las Leñas, Argentinien (Frauen) bzw. am 11. August in Thredbo, Australien (Männer) mit je zwei Rennen. Die Saison wurde dann erst Ende November fortgesetzt und endete am 18. März 1990 in Åre. Bei den Männern wurden 32 Rennen ausgetragen (9 Abfahrten, 6 Super-G, 7 Riesenslaloms, 10 Slaloms). Bei den Frauen waren es 31 Rennen (8 Abfahrten, 6 Super-G, 8 Riesenslaloms, 9 Slaloms). Hinzu kamen je zwei Kombinationswertungen. Beginnend mit dieser Saison bis 2018/19 gewann Österreich den Nationencup ununterbrochen.
Diese Saison war ein Zwischenjahr ohne Weltmeisterschaften oder Olympische Winterspiele.

## Weltcupwertungen

### Gesamt
| Rang | Name                   | Punkte |
| ---- | ---------------------- | ------ |
| 01.  | Pirmin Zurbriggen      | 357    |
| 02.  | Ole Kristian Furuseth  | 234    |
| 03.  | Günther Mader          | 213    |
| 04.  | Armin Bittner          | 193    |
| 05.  | Helmut Höflehner       | 174    |
| 06.  | Atle Skårdal           | 167    |
| 07.  | Hubert Strolz          | 155    |
| 08.  | Lars-Börje Eriksson    | 121    |
| 09.  | Alberto Tomba          | 116    |
| 10.  | Rudolf Nierlich        | 110    |
| 11.  | Paul Accola            | 109    |
| 12.  | Daniel Mahrer          | 105    |
| 13.  | William Besse          | 102    |
| 14.  | Franck Piccard         | 101    |
| 15.  | Kristian Ghedina       | 097    |
| 15.  | Konrad Kurt Ladstätter | 097    |
| 17.  | Bernhard Gstrein       | 096    |
| 17.  | Franz Heinzer          | 096    |
| 19.  | Michael Tritscher      | 093    |
| 20.  | Markus Wasmeier        | 091    |
| 21.  | Jonas Nilsson          | 087    |
| 22.  | Tetsuya Okabe          | 075    |
| 23.  | Richard Kröll          | 065    |
| 23.  | Thomas Stangassinger   | 065    |
| 25.  | Marc Girardelli        | 064    |
| 26.  | Peter Roth             | 061    |
| 27.  | Niklas Henning         | 057    |
| 28.  | Peter Runggaldier      | 056    |
| 29.  | Danilo Sbardellotto    | 052    |
| 30.  | Bernhard Fahner        | 050    |
| 31.  | Felix Belczyk          | 049    |
| 32.  | Stephan Eberharter     | 045    |
| 33.  | Karl Alpiger           | 040    |
| 34.  | Roman Rupp             | 038    |
| 35.  | Fredrik Nyberg         | 037    |
| 36.  | Urs Kälin              | 036    |
| 36.  | Hans Stuffer           | 036    |
| 38.  | Armand Schiele         | 35     |

| Rang | Name                 | Punkte |
| ---- | -------------------- | ------ |
| 39.  | Kjetil André Aamodt  | 34     |
| 39.  | Peter Wirnsberger    | 34     |
| 41.  | Hans Pieren          | 31     |
| 42.  | Steve Locher         | 28     |
| 43.  | Patrick Ortlieb      | 27     |
| 44.  | Paul Frommelt        | 26     |
| 44.  | Hannes Zehentner     | 26     |
| 46.  | Mathias Berthold     | 25     |
| 46.  | Michael von Grünigen | 25     |
| 48.  | Rob Boyd             | 24     |
| 48.  | Mario Summermatter   | 24     |
| 50.  | Thomas Hangl         | 23     |
| 51.  | AJ Kitt              | 22     |
| 51.  | Felix McGrath        | 22     |
| 51.  | Rainer Salzgeber     | 22     |
| 54.  | Johan Wallner        | 21     |
| 55.  | Ivano Camozzi        | 20     |
| 55.  | Giovanni Moro        | 20     |
| 55.  | Konrad Walk          | 20     |
| 58.  | Tiger Shaw           | 18     |
| 59.  | Patrice Bianchi      | 17     |
| 59.  | Jean-Luc Crétier     | 17     |
| 59.  | Josef Polig          |        |
| 59.  | Hansjörg Tauscher    |        |
| 63.  | Erwin Resch          | 16     |
| 63.  | Peter Rzehak         | 16     |
| 65.  | Christian Gaidet     | 15     |
| 65.  | Xavier Gigandet      | 15     |
| 65.  | Alain Villiard       | 15     |
| 68.  | Christophe Berra     | 14     |
| 68.  | Berni Huber          | 14     |
| 68.  | Lasse Kjus           | 14     |
| 68.  | Helmut Mayer         | 14     |
| 72.  | Grega Benedik        | 13     |
| 73.  | Luigi Colturi        | 12     |
| 73.  | Christophe Fivel     | 12     |
| 73.  | Martin Hangl         | 12     |

| Rang | Name                 | Punkte |
| ---- | -------------------- | ------ |
| 73.  | Denis Rey            | 12     |
| 73.  | Roberto Spampatti    | 12     |
| 73.  | Leonhard Stock       | 12     |
| 079. | Tomaž Čižman         | 11     |
| 080. | Luc Alphand          | 10     |
| 080. | Carlo Gerosa         | 10     |
| 080. | Roberto Grigis       | 10     |
| 080. | Bill Hudson          | 10     |
| 080. | Stefan Krauß         | 10     |
| 080. | Luca Pesando         | 10     |
| 086. | Peter Wirnsberger II | 09     |
| 087. | Lasse Arnesen        | 08     |
| 088. | Didier Bouvet        | 07     |
| 088. | Sašo Robič           | 07     |
| 090. | Pietro Vitalini      | 06     |
| 091. | Lukas Perathoner     | 05     |
| 091. | Jan Einar Thorsen    | 05     |
| 093. | Martin Knöri         | 04     |
| 093. | Bob Ormsby           | 04     |
| 093. | Oswald Tötsch        | 04     |
| 093. | Robert Žan           | 04     |
| 097. | Matteo Belfrond      | 03     |
| 097. | Ronald Duncan        | 03     |
| 097. | Oliver Künzi         | 03     |
| 097. | Tommy Moe            | 03     |
| 097. | Gustav Oehrli        | 03     |
| 102. | Jeff Olson           | 02     |
| 102. | John Piccard         | 02     |
| 102. | Christian Polig      | 02     |
| 102. | Richard Pramotton    | 02     |
| 102. | Patrick Staub        | 02     |
| 107. | Szymon Kraciuk       | 01     |
| 107. | Mitja Kunc           | 01     |
| 107. | Urs Lehmann          | 01     |
| 107. | Alexei Maslow        | 01     |
| 107. | Peter Müller         | 01     |

| Rang | Name                   | Punkte |
| ---- | ---------------------- | ------ |
| 01.  | Petra Kronberger       | 341    |
| 02.  | Anita Wachter          | 300    |
| 03.  | Michaela Gerg          | 270    |
| 04.  | Maria Walliser         | 227    |
| 05.  | Carole Merle           | 202    |
| 06.  | Vreni Schneider        | 198    |
| 07.  | Mateja Svet            | 140    |
| 08.  | Michela Figini         | 134    |
| 09.  | Sigrid Wolf            | 133    |
| 10.  | Diann Roffe            | 130    |
| 11.  | Karin Dedler           | 125    |
| 12.  | Katharina Gutensohn    | 114    |
| 13.  | Claudia Strobl         | 108    |
| 14.  | Veronika Wallinger     | 102    |
| 15.  | Ida Ladstätter         | 098    |
| 16.  | Karin Buder            | 094    |
| 17.  | Kristi Terzian         | 093    |
| 18.  | Regine Mösenlechner    | 085    |
| 19.  | Monika Maierhofer      | 083    |
| 20.  | Heidi Zeller-Bähler    | 072    |
| 21.  | Kristina Andersson     | 068    |
| 21.  | Veronika Šarec         | 068    |
| 23.  | Heidi Zurbriggen       | 062    |
| 24.  | Christine von Grünigen | 061    |
| 25.  | Patricia Chauvet       | 059    |
| 26.  | Miriam Vogt            | 057    |
| 27.  | Zoë Haas               | 055    |
| 28.  | Cathy Chedal           | 054    |
| 28.  | Sylvia Eder            | 054    |

| Rang | Name                 | Punkte |
| ---- | -------------------- | ------ |
| 30.  | Catherine Quittet    | 52     |
| 31.  | Ingrid Salvenmoser   | 50     |
| 32.  | Camilla Nilsson      | 48     |
| 33.  | Katjuša Pušnik       | 47     |
| 33.  | Barbara Sadleder     | 47     |
| 35.  | Ingrid Stöckl        | 42     |
| 36.  | Stefanie Schuster    | 41     |
| 37.  | Nathalie Bouvier     | 39     |
| 38.  | Nataša Bokal         | 38     |
| 39.  | Julie Lunde Hansen   | 37     |
| 40.  | Brigitte Oertli      | 35     |
| 41.  | Christina Meier-Höck | 34     |
| 42.  | Chantal Bournissen   | 33     |
| 43.  | Karen Percy          | 30     |
| 44.  | Katja Seizinger      | 27     |
| 45.  | Pernilla Wiberg      | 26     |
| 46.  | Hilary Lindh         | 23     |
| 46.  | Florence Masnada     | 23     |
| 48.  | Anette Gersch        | 22     |
| 49.  | Sabine Ginther       | 21     |
| 49.  | Kerrin Lee-Gartner   | 21     |
| 51.  | Michelle McKendry    | 20     |
| 52.  | Deborah Compagnoni   | 19     |
| 52.  | Traudl Hächer        | 19     |
| 54.  | Edith Thys           | 18     |
| 55.  | Gabriela Zingre-Graf | 17     |
| 56.  | Anja Haas            | 14     |
| 56.  | Kendra Kobelka       | 14     |

| Rang | Name                  | Punkte |
| ---- | --------------------- | ------ |
| 58.  | Warwara Selenskaja    | 12     |
| 59.  | Marianne Aam          | 11     |
| 60.  | Brigitte Auer         | 09     |
| 60.  | Béatrice Filliol      | 09     |
| 62.  | Brigitte Gadient      | 08     |
| 62.  | Ulrike Stanggassinger | 08     |
| 64.  | Andrea Salvenmoser    | 07     |
| 64.  | Katrin Stotz          | 07     |
| 64.  | Eva Twardokens        | 07     |
| 67.  | Merete Fjeldavlie     | 06     |
| 67.  | Olga Kurdatschenko    | 06     |
| 67.  | Heidi Voelker         | 06     |
| 70.  | Claudine Emonet       | 05     |
| 70.  | Monique Pelletier     | 05     |
| 72.  | Gaby May              | 04     |
| 72.  | Ylva Nowén            | 04     |
| 72.  | Marlis Spescha        | 04     |
| 75.  | Angelika Hurler       | 03     |
| 76.  | Heidi Bowes           | 02     |
| 76.  | Nancy Gee             | 02     |
| 76.  | Kristin Krone         | 02     |
| 76.  | Josée Lacasse         | 02     |
| 76.  | Cecilia Lucco         | 02     |
| 81.  | Edith Antretter       | 01     |
| 81.  | Swetlana Gladyschewa  | 01     |
| 81.  | Lucie Larouche        | 01     |

### Abfahrt
| Rang | Athlet              | Punkte |
| ---- | ------------------- | ------ |
| 1    | Helmut Höflehner    | 166    |
| 2    | Atle Skårdal        | 120    |
| 3    | Pirmin Zurbriggen   | 105    |
| 4    | William Besse       | 88     |
| 4    | Daniel Mahrer       | 88     |
| 6    | Kristian Ghedina    | 87     |
| 7    | Franz Heinzer       | 84     |
| 8    | Felix Belczyk       | 49     |
| 9    | Roman Rupp          | 38     |
| 10   | Bernhard Fahner     | 35     |
| 11   | Peter Wirnsberger   | 34     |
| 12   | Danilo Sbardellotto | 28     |
| 13   | Franck Piccard      | 27     |
| 14   | Rob Boyd            | 24     |
| 15   | AJ Kitt             | 22     |
| 15   | Hannes Zehentner    | 22     |

| Rang | Athletin            | Punkte |
| ---- | ------------------- | ------ |
| 1    | Katharina Gutensohn | 110    |
| 2    | Petra Kronberger    | 106    |
| 3    | Michela Figini      | 105    |
| 3    | Michaela Gerg       | 105    |
| 5    | Maria Walliser      | 99     |
| 6    | Veronika Wallinger  | 69     |
| 7    | Karin Dedler        | 62     |
| 7    | Heidi Zeller-Bähler | 62     |
| 9    | Miriam Vogt         | 54     |
| 10   | Carole Merle        | 50     |
| 11   | Barbara Sadleder    | 35     |
| 12   | Sigrid Wolf         | 33     |
| 13   | Stefanie Schuster   | 24     |
| 14   | Kerrin Lee-Gartner  | 21     |
| 15   | Heidi Zurbriggen    | 19     |

### Super-G
| Rang | Athlet                 | Punkte |
| ---- | ---------------------- | ------ |
| 1    | Pirmin Zurbriggen      | 98     |
| 2    | Günther Mader          | 71     |
| 3    | Lars-Börje Eriksson    | 61     |
| 4    | Franck Piccard         | 52     |
| 5    | Atle Skårdal           | 47     |
| 6    | Ole Kristian Furuseth  | 43     |
| 7    | Niklas Henning         | 39     |
| 8    | Peter Runggaldier      | 37     |
| 9    | Armand Schiele         | 35     |
| 9    | Markus Wasmeier        | 35     |
| 11   | Hubert Strolz          | 33     |
| 12   | Hans Stuffer           | 30     |
| 13   | Konrad Kurt Ladstätter | 28     |
| 14   | Stephan Eberharter     | 26     |
| 15   | Steve Locher           | 25     |

| Rang | Athletin                | Punkte |
| ---- | ----------------------- | ------ |
| 1    | Carole Merle            | 99     |
| 2    | Michaela Gerg           | 79     |
| 3    | Sigrid Wolf             | 73     |
| 4    | Petra Kronberger        | 69     |
| 5    | Maria Walliser          | 56     |
| 6    | Regine Mösenlechner     | 52     |
| 7    | Cathy Chedal            | 45     |
| 8    | Anita Wachter           | 43     |
| 9    | Karin Dedler            | 36     |
| 10   | Veronika Wallinger      | 33     |
| 11   | Diann Roffe-Steinrotter | 29     |
| 12   | Katja Seizinger         | 25     |
| 13   | Michela Figini          | 24     |
| 14   | Catherine Quittet       | 20     |
| 15   | Traudl Hächer           | 19     |
| 15   | Heidi Zurbriggen        | 19     |

### Riesenslalom
| Rang | Athlet                | Punkte |
| ---- | --------------------- | ------ |
| 1    | Ole Kristian Furuseth | 96     |
| 1    | Günther Mader         | 96     |
| 3    | Hubert Strolz         | 71     |
| 4    | Richard Kröll         | 65     |
| 5    | Lars-Börje Eriksson   | 56     |
| 6    | Pirmin Zurbriggen     | 48     |
| 7    | Armin Bittner         | 43     |
| 8    | Rudolf Nierlich       | 42     |
| 9    | Fredrik Nyberg        | 35     |
| 10   | Hans Pieren           | 31     |
| 11   | Urs Kälin             | 25     |
| 12   | Marc Girardelli       | 23     |
| 13   | Rainer Salzgeber      | 22     |
| 14   | Alberto Tomba         | 21     |
| 14   | Kjetil André Aamodt   | 21     |

| Rang | Athletin             | Punkte |
| ---- | -------------------- | ------ |
| 1    | Anita Wachter        | 133    |
| 2    | Mateja Svet          | 89     |
| 3    | Petra Kronberger     | 85     |
| 4    | Diann Roffe          | 82     |
| 5    | Vreni Schneider      | 69     |
| 6    | Maria Walliser       | 55     |
| 7    | Carole Merle         | 53     |
| 8    | Michaela Gerg        | 47     |
| 9    | Zoë Haas             | 43     |
| 10   | Nathalie Bouvier     | 39     |
| 11   | Julie Lunde Hansen   | 37     |
| 12   | Kristi Terzian       | 32     |
| 13   | Sylvia Eder          | 29     |
| 14   | Christina Meier-Höck | 28     |
| 14   | Katjuša Pušnik       | 27     |
| 14   | Sigrid Wolf          | 27     |

### Slalom
| Rang | Athlet                 | Punkte |
| ---- | ---------------------- | ------ |
| 1    | Armin Bittner          | 150    |
| 2    | Ole Kristian Furuseth  | 95     |
| 2    | Alberto Tomba          | 95     |
| 4    | Michael Tritscher      | 93     |
| 5    | Bernhard Gstrein       | 91     |
| 6    | Jonas Nilsson          | 78     |
| 7    | Tetsuya Okabe          | 75     |
| 8    | Konrad Kurt Ladstätter | 69     |
| 9    | Rudolf Nierlich        | 68     |
| 10   | Paul Accola            | 58     |
| 11   | Pirmin Zurbriggen      | 56     |
| 11   | Thomas Stangassinger   | 56     |
| 13   | Hubert Strolz          | 51     |
| 14   | Peter Roth             | 46     |
| 15   | Marc Girardelli        | 41     |

| Rang | Athletin               | Punkte |
| ---- | ---------------------- | ------ |
| 1    | Vreni Schneider        | 125    |
| 2    | Claudia Strobl         | 108    |
| 3    | Ida Ladstätter         | 98     |
| 4    | Karin Buder            | 94     |
| 5    | Anita Wachter          | 89     |
| 6    | Monika Maierhofer      | 71     |
| 7    | Christine von Grünigen | 61     |
| 8    | Patricia Chauvet       | 59     |
| 9    | Kristina Andersson     | 58     |
| 10   | Petra Kronberger       | 56     |
| 10   | Veronika Šarec         | 56     |
| 12   | Mateja Svet            | 51     |
| 13   | Nataša Bokal           | 38     |
| 13   | Camilla Nilsson        | 38     |
| 15   | Kristi Terzian         | 32     |

### Kombination
| Rang | Athlet               | Punkte |
| ---- | -------------------- | ------ |
| 1    | Pirmin Zurbriggen    | 50     |
| 2    | Paul Accola          | 40     |
| 3    | Markus Wasmeier      | 27     |
| 4    | Thomas Hangl         | 23     |
| 5    | Günther Mader        | 15     |
| 6    | William Besse        | 14     |
| 7    | Kristian Ghedina     | 10     |
| 7    | Franck Piccard       | 10     |
| 9    | Peter Runggaldier    | 9      |
| 9    | Peter Wirnsberger II | 9      |

| Rang | Athletin           | Punkte |
| ---- | ------------------ | ------ |
| 1    | Anita Wachter      | 35     |
| 2    | Michaela Gerg      | 32     |
| 3    | Petra Kronberger   | 25     |
| 3    | Brigitte Oertli    | 25     |
| 5    | Chantal Bournissen | 23     |
| 6    | Ingrid Stöckl      | 21     |
| 7    | Maria Walliser     | 17     |
| 8    | Anja Haas          | 14     |
| 8    | Heidi Zurbriggen   | 14     |
| 10   | Kristi Terzian     | 11     |

## Podestplatzierungen Herren

### Abfahrt
| Datum      | Ort                     | 1. Platz          | 2. Platz                   | 3. Platz          |
| ---------- | ----------------------- | ----------------- | -------------------------- | ----------------- |
| 16.12.1989 | Gröden (ITA)            | Pirmin Zurbriggen | Franz Heinzer              | Kristian Ghedina  |
| 11.01.1990 | Schladming (AUT)        | Franck Piccard    | Kristian Ghedina           | Daniel Mahrer     |
| 20.01.1990 | Kitzbühel (AUT)         | Atle Skårdal      | Helmut Höflehner           | Pirmin Zurbriggen |
| 27.01.1990 | Val-d’Isère (FRA)       | Helmut Höflehner  | Atle Skårdal               | William Besse     |
| 29.01.1990 | Val-d’Isère (FRA)       | Helmut Höflehner  | William Besse              | Franz Heinzer     |
| 03.02.1990 | Cortina d’Ampezzo (ITA) | Kristian Ghedina  | Daniel Mahrer              | Helmut Höflehner  |
| 04.02.1990 | Cortina d’Ampezzo (ITA) | Helmut Höflehner  | Franz Heinzer Atle Skårdal |                   |
| 15.03.1990 | Åre (SWE)               | Kristian Ghedina  | Franz Heinzer              | Helmut Höflehner  |
| 17.03.1990 | Åre (SWE)               | Atle Skårdal      | Helmut Höflehner           | Felix Belczyk     |

### Super-G
| Datum      | Ort                | 1. Platz          | 2. Platz              | 3. Platz          |
| ---------- | ------------------ | ----------------- | --------------------- | ----------------- |
| 10.12.1989 | Val-d’Isère (FRA)  | Niklas Henning    | Franck Piccard        | Peter Runggaldier |
| 12.12.1989 | Sestriere (ITA)    | Pirmin Zurbriggen | Lars-Börje Eriksson   | Franck Piccard    |
| 29.01.1990 | Val-d’Isère (FRA)  | Steve Locher      | Armand Schiele        | Günther Mader     |
| 30.01.1990 | Les Menuires (FRA) | Günther Mader     | Ole Kristian Furuseth | Atle Skårdal      |
| 06.02.1990 | Courmayeur (ITA)   | Pirmin Zurbriggen | Günther Mader         | Peter Runggaldier |
| 10.03.1990 | Hemsedal (NOR)     | Pirmin Zurbriggen | Karl Alpiger          | Hans Stuffer      |

### Riesenslalom
| Datum      | Ort                     | 1. Platz              | 2. Platz              | 3. Platz                      |
| ---------- | ----------------------- | --------------------- | --------------------- | ----------------------------- |
| 11.08.1989 | Thredbo (AUS)           | Lars-Börje Eriksson   | Ole Kristian Furuseth | Günther Mader                 |
| 23.11.1989 | Park City (USA)         | Ole Kristian Furuseth | Pirmin Zurbriggen     | Ivano Camozzi                 |
| 30.11.1989 | Waterville Valley (USA) | Urs Kälin             | Lars-Börje Eriksson   | Günther Mader                 |
| 02.12.1989 | Mont Sainte-Anne (CAN)  | Günther Mader         | Ole Kristian Furuseth | Armin Bittner                 |
| 14.01.1990 | Alta Badia (ITA)        | Richard Kröll         | Günther Mader         | Rudolf Nierlich Hubert Strolz |
| 23.01.1990 | Veysonnaz (SUI)         | Richard Kröll         | Hubert Strolz         | Rudolf Nierlich               |
| 03.03.1990 | Veysonnaz (SUI)         | Fredrik Nyberg        | Hubert Strolz         | Richard Kröll                 |

### Slalom
| Datum      | Ort                     | 1. Platz             | 2. Platz              | 3. Platz                             |
| ---------- | ----------------------- | -------------------- | --------------------- | ------------------------------------ |
| 12.08.1989 | Thredbo (AUS)           | Armin Bittner        | Ole Kristian Furuseth | Bernhard Gstrein                     |
| 29.11.1989 | Waterville Valley (USA) | Alberto Tomba        | Pirmin Zurbriggen     | Marc Girardelli                      |
| 03.12.1989 | Mont Sainte-Anne (CAN)  | Thomas Stangassinger | Bernhard Gstrein      | Marc Girardelli                      |
| 06.01.1990 | Kranjska Gora (YUG)     | Jonas Nilsson        | Hubert Strolz         | Michael Tritscher                    |
| 07.01.1990 | Kranjska Gora (YUG)     | Armin Bittner        | Bernhard Gstrein      | Paul Accola                          |
| 12.01.1990 | Schladming (AUT)        | Armin Bittner        | Michael Tritscher     | Konrad Kurt Ladstätter Tetsuya Okabe |
| 21.01.1990 | Kitzbühel (AUT)         | Rudolf Nierlich      | Ole Kristian Furuseth | Armin Bittner                        |
| 04.03.1990 | Veysonnaz (SUI)         | Armin Bittner        | Alberto Tomba         | Hubert Strolz                        |
| 08.03.1990 | Geilo (NOR)             | Alberto Tomba        | Michael Tritscher     | Jonas Nilsson                        |
| 12.03.1990 | Sälen (SWE)             | Alberto Tomba        | Rudolf Nierlich       | Armin Bittner                        |

### Kombination
| Datum          | Ort              | 1. Platz          | 2. Platz    | 3. Platz        |
| -------------- | ---------------- | ----------------- | ----------- | --------------- |
| 11./12.01.1990 | Schladming (AUT) | Pirmin Zurbriggen | Paul Accola | Günther Mader   |
| 20./21.01.1990 | Kitzbühel (AUT)  | Pirmin Zurbriggen | Paul Accola | Markus Wasmeier |

## Podestplatzierungen Damen

### Abfahrt
| Datum      | Ort                     | 1. Platz            | 2. Platz            | 3. Platz           |
| ---------- | ----------------------- | ------------------- | ------------------- | ------------------ |
| 08.08.1989 | Las Leñas (ARG)         | Michaela Gerg       | Heidi Zeller-Bähler | Veronika Wallinger |
| 09.12.1989 | Steamboat Springs (USA) | Maria Walliser      | Michela Figini      | Michaela Gerg      |
| 16.12.1989 | Panorama (CAN)          | Petra Kronberger    | Michaela Gerg       | Karen Percy        |
| 17.12.1989 | Panorama (CAN)          | Petra Kronberger    | Katharina Gutensohn | Michaela Gerg      |
| 13.01.1990 | Haus im Ennstal (AUT)   | Maria Walliser      | Petra Kronberger    | Karin Dedler       |
| 27.01.1990 | Santa Caterina (ITA)    | Michela Figini      | Miriam Vogt         | Petra Kronberger   |
| 03.02.1990 | Veysonnaz (SUI)         | Katharina Gutensohn | Carole Merle        | Michela Figini     |
| 04.02.1990 | Veysonnaz (SUI)         | Katharina Gutensohn | Carole Merle        | Karin Dedler       |

### Super-G
| Datum      | Ort                  | 1. Platz            | 2. Platz        | 3. Platz         |
| ---------- | -------------------- | ------------------- | --------------- | ---------------- |
| 09.08.1989 | Las Leñas (ARG)      | Anita Wachter       | Cathy Chedal    | Petra Kronberger |
| 02.12.1989 | Vail (USA)           | Regine Mösenlechner | Sigrid Wolf     | Michaela Gerg    |
| 27.01.1990 | Santa Caterina (ITA) | Sigrid Wolf         | Carole Merle    | Petra Kronberger |
| 10.02.1990 | Méribel (FRA)        | Carole Merle        | Maria Walliser  | Michaela Gerg    |
| 11.02.1990 | Méribel (FRA)        | Carole Merle        | Katja Seizinger | Maria Walliser   |
| 16.03.1990 | Åre (SWE)            | Carole Merle        | Michaela Gerg   | Petra Kronberger |

### Riesenslalom
| Datum      | Ort                  | 1. Platz         | 2. Platz           | 3. Platz         |
| ---------- | -------------------- | ---------------- | ------------------ | ---------------- |
| 24.11.1989 | Park City (USA)      | Nathalie Bouvier | Diann Roffe        | Anita Wachter    |
| 03.12.1989 | Vail (USA)           | Anita Wachter    | Diann Roffe        | Vreni Schneider  |
| 08.01.1990 | Hinterstoder (AUT)   | Petra Kronberger | Anita Wachter      | Michaela Gerg    |
| 20.01.1990 | Maribor (YUG)        | Mateja Svet      | Anita Wachter      | Maria Walliser   |
| 28.01.1990 | Santa Caterina (ITA) | Petra Kronberger | Anita Wachter      | Zoë Haas         |
| 05.02.1990 | Veysonnaz (SUI)      | Mateja Svet      | Anita Wachter      | Diann Roffe      |
| 10.03.1990 | Stranda (NOR)        | Carole Merle     | Kristi Terzian     | Florence Masnada |
| 14.03.1990 | Klövsjö (SWE)        | Carole Merle     | Julie Lunde Hansen | Mateja Svet      |

### Slalom
| Datum      | Ort                     | 1. Platz         | 2. Platz          | 3. Platz               |
| ---------- | ----------------------- | ---------------- | ----------------- | ---------------------- |
| 25.11.1989 | Park City (USA)         | Vreni Schneider  | Monika Maierhofer | Anita Wachter          |
| 10.12.1989 | Steamboat Springs (USA) | Claudia Strobl   | Veronika Šarec    | Karin Buder            |
| 06.01.1990 | Piancavallo (ITA)       | Vreni Schneider  | Monika Maierhofer | Claudia Strobl         |
| 09.01.1990 | Hinterstoder (AUT)      | Vreni Schneider  | Anita Wachter     | Christine von Grünigen |
| 14.01.1990 | Haus im Ennstal (AUT)   | Veronika Šarec   | Monika Maierhofer | Claudia Strobl         |
| 21.01.1990 | Maribor (YUG)           | Vreni Schneider  | Ida Ladstätter    | Patricia Chauvet       |
| 11.03.1990 | Stranda (NOR)           | Karin Buder      | Claudia Strobl    | Anita Wachter          |
| 13.03.1990 | Vemdalen (SWE)          | Petra Kronberger | Ida Ladstätter    | Claudia Strobl         |
| 18.03.1990 | Åre (SWE)               | Vreni Schneider  | Patricia Chauvet  | Pernilla Wiberg        |

### Kombination
| Datum          | Ort                     | 1. Platz         | 2. Platz      | 3. Platz      |
| -------------- | ----------------------- | ---------------- | ------------- | ------------- |
| 09./10.12.1989 | Steamboat Springs (USA) | Brigitte Oertli  | Michaela Gerg | Anita Wachter |
| 13./14.01.1990 | Haus im Ennstal (AUT)   | Petra Kronberger | Anita Wachter | Ingrid Stöckl |

## Nationencup
| Rang | Land                   | Punkte |
| ---- | ---------------------- | ------ |
| 1    | Österreich             | 2816   |
| 2    | Schweiz                | 1968   |
| 3    | BR Deutschland         | 1220   |
| 4    | Frankreich             | 671    |
| 5    | Italien                | 572    |
| 6    | Norwegen               | 516    |
| 7    | Schweden               | 469    |
| 8    | Vereinigte Staaten     | 367    |
| 9    | Jugoslawien            | 329    |
| 10   | Kanada                 | 178    |
| 11   | Japan                  | 75     |
| 12   | Luxemburg              | 64     |
| 13   | Liechtenstein          | 26     |
| 14   | Sowjetunion            | 20     |
| 15   | Vereinigtes Königreich | 3      |
| 16   | Polen                  | 1      |

| Rang | Land                   | Punkte |
| ---- | ---------------------- | ------ |
| 1    | Österreich             | 1272   |
| 2    | Schweiz                | 1058   |
| 3    | Italien                | 551    |
| 4    | Norwegen               | 462    |
| 5    | BR Deutschland         | 448    |
| 6    | Schweden               | 323    |
| 7    | Frankreich             | 228    |
| 8    | Kanada                 | 88     |
| 9    | Vereinigte Staaten     | 81     |
| 10   | Japan                  | 75     |
| 11   | Luxemburg              | 64     |
| 12   | Jugoslawien            | 36     |
| 13   | Liechtenstein          | 26     |
| 14   | Vereinigtes Königreich | 3      |
| 15   | Polen                  | 1      |
| 15   | Sowjetunion            | 1      |

| Rang | Land               | Punkte |
| ---- | ------------------ | ------ |
| 1    | Österreich         | 1544   |
| 2    | Schweiz            | 910    |
| 3    | BR Deutschland     | 772    |
| 4    | Frankreich         | 443    |
| 5    | Jugoslawien        | 293    |
| 6    | Vereinigte Staaten | 286    |
| 7    | Schweden           | 146    |
| 8    | Kanada             | 90     |
| 9    | Norwegen           | 54     |
| 10   | Italien            | 21     |
| 11   | Sowjetunion        | 19     |

## Statistik der Podestplätze
Angegeben werden die Anzahl Podestplätze je Land und Disziplin sowie die Gesamtanzahl.

### Damen
| Land | Land | 1. | 2. | 3. | Total |
| ---- | ---- | -- | -- | -- | ----- |
| 01   | AUT  | 11 | 14 | 14 | 39    |
| 02   | SUI  | 09 | 03 | 06 | 18    |
| 03   | FRA  | 06 | 05 | 02 | 13    |
| 04   | GER  | 04 | 06 | 07 | 17    |
| 05   | YUG  | 03 | 01 | 01 | 05    |
| 06   | USA  | 0– | 03 | 01 | 04    |
| 07   | NOR  | 0– | 01 | 0– | 01    |
| 8    | CAN  | 01 | 0– | 0– | 01    |
| 8    | SWE  | 0– | 0– | 01 | 01    |

| Land | Land | 1. | 2. | 3. |
| ---- | ---- | -- | -- | -- |
| 1    | GER  | 3  | 3  | 4  |
| 2    | SUI  | 3  | 2  | 1  |
| 3    | AUT  | 2  | 1  | 2  |
| 4    | FRA  | –  | 2  | –  |
| 5    | CAN  | –  | –  | 1  |

| Land | Land | 1. | 2. | 3. |
| ---- | ---- | -- | -- | -- |
| 1    | FRA  | 3  | 2  | –  |
| 2    | AUT  | 2  | 1  | 3  |
| 3    | GER  | 1  | 2  | 2  |
| 4    | SUI  | –  | 1  | 1  |

| Land | Land | 1. | 2. | 3. |
| ---- | ---- | -- | -- | -- |
| 1    | AUT  | 3  | 4  | 1  |
| 2    | FRA  | 3  | –  | 1  |
| 3    | YUG  | 2  | –  | 1  |
| 4    | USA  | –  | 3  | 1  |
| 5    | NOR  | –  | 1  | –  |
| 6    | SUI  | –  | –  | 3  |
| 7    | GER  | –  | –  | 1  |

| Land | Land | 1. | 2. | 3. |
| ---- | ---- | -- | -- | -- |
| 1    | SUI  | 5  | –  | 1  |
| 2    | AUT  | 3  | 7  | 6  |
| 3    | YUG  | 1  | 1  | –  |
| 4    | FRA  | –  | 1  | 1  |
| 5    | SWE  | –  | –  | 1  |

| Land | Land | 1. | 2. | 3. |
| ---- | ---- | -- | -- | -- |
| 1    | AUT  | 1  | 1  | 2  |
| 2    | SUI  | 1  | –  | –  |
| 3    | GER  | –  | 1  | –  |

### Herren
| Land | Land | 1. | 2. | 3. | Total |
| ---- | ---- | -- | -- | -- | ----- |
| 1    | AUT  | 9  | 12 | 13 | 34    |
| 2    | SUI  | 8  | 10 | 05 | 23    |
| 3    | ITA  | 5  | 02 | 05 | 12    |
| 4    | SWE  | 4  | 02 | 01 | 07    |
| 5    | LUX  | 4  | 0– | 05 | 09    |
| 6    | NOR  | 3  | 07 | 01 | 11    |
| 7    | FRA  | 1  | 02 | 01 | 04    |
| 8    | LUX  | –  | 0– | 02 | 02    |
| 9    | JPN  | –  | –  | 01 | 01    |
| 9    | CAN  | –  | –  | 01 | 01    |

| Land | Land | 1. | 2. | 3. |
| ---- | ---- | -- | -- | -- |
| 1    | AUT  | 3  | 2  | 2  |
| 2    | NOR  | 2  | 2  | –  |
| 3    | ITA  | 2  | 1  | 1  |
| 4    | SUI  | 1  | 5  | 4  |
| 5    | FRA  | 1  | –  | –  |
| 6    | CAN  | –  | –  | 1  |

| Land | Land | 1. | 2. | 3. |
| ---- | ---- | -- | -- | -- |
| 1    | SUI  | 4  | 1  | –  |
| 2    | AUT  | 1  | 1  | 1  |
| 3    | SWE  | 1  | 1  | –  |
| 4    | FRA  | –  | 2  | 1  |
| 5    | NOR  | –  | 1  | 1  |
| 6    | ITA  | –  | –  | 2  |
| 7    | GER  | –  | –  | 1  |

| Land | Land | 1. | 2. | 3. |
| ---- | ---- | -- | -- | -- |
| 1    | AUT  | 3  | 3  | 6  |
| 2    | SWE  | 2  | 1  | –  |
| 3    | NOR  | 1  | 2  | –  |
| 4    | SUI  | 1  | 1  | –  |
| 5    | GER  | –  | –  | 1  |
| 5    | ITA  | –  | –  | 1  |

| Land | Land | 1. | 2. | 3. |
| ---- | ---- | -- | -- | -- |
| 1    | GER  | 4  | –  | 2  |
| 2    | ITA  | 3  | 1  | 1  |
| 3    | AUT  | 2  | 6  | 3  |
| 4    | SWE  | 1  | –  | 1  |
| 5    | NOR  | –  | 2  | –  |
| 6    | SUI  | –  | 1  | 1  |
| 7    | LUX  | –  | –  | 2  |
| 8    | JPN  | –  | –  | 1  |

| Land | Land | 1. | 2. | 3. |
| ---- | ---- | -- | -- | -- |
| 1    | LUX  | 2  | –  | –  |
| 2    | GER  | –  | –  | 1  |
| 2    | AUT  | –  | –  | 1  |

## Saisonverlauf

### Vor der Saison
Allgemein:
- Eine ab 14. Oktober 1989 von Garmisch-Partenkirchen nach Kitzbühel abgehaltene dreitägigen Sitzung des alpinen Rennkomitees mit 150 Delegierten und FIS-Präsident Marc Hodler an der Spitze beschloss, das System der „Sternchenfahrer“ beizubehalten, lehnte jedoch den Vorschlag ab, sie vor jedem Rennen loszuschicken. Ein weiterer Vorschlag betraf den Sicherheitsdelegierten Sepp Messner, der schon ab der kommenden Saison bei Herren-Weltcupabfahren mit Stimmrecht im Kampfgericht vertreten sein soll. Die Jury sollte sich nun aus dem Technischen Delegierten, dem Schiedsrichter, dem Start- und Zielrichter, dem Streckenchef, dem Rennleiter und dem Sicherheitsmann zusammensetzen. Hinsichtlich der Gletscherrennen gab es seitens des Weltcupkomitees den Trend, dass zukünftig bereits ab Mitte Oktober solche auf europäischem Boden stattfinden sollen. Der FIS-Vorstand lehnte jedoch die Aufnahme der Gletscherrennen in den Weltcup einhellig ab.[1][2]
- 13 ÖSV-Technikerherren reisten bereits am 13. November ab 6:30 h von München in die USA, u. zw. nach Keystone (South Dakota), ab, die Damen-Technikerinnen, momentan noch in Vorbereitungen am Naßfeld, folgten am 19. November. Saisonziel des ÖSV waren Nationencup und Einzeldisziplinensiege. Der erstmalige Saisonstart (sieht man von den Sommerrennen ab) in den USA war auch eine Verneigung vor dem US-Fernsehen.[3][4]

Herren:
- Marc Girardelli fuhr nun auf „Dynastar“, sein bisheriger Ausrüster „Atomic“ forderte allerdings 200 Paar Rennskier zurück.[5]
- Bei den Österreichern gab es mit dem 20-jährigen Stephan Eberharter einen neuen hoffnungsvollen Athleten, der auf Grund seines Sieges in der letztjährigen Riesenslalom-Europacupwertung in dieser Disziplin über einen fixen Startplatz verfügte. Er lieferte am 2. Dezember beim Riesenslalom in Mont Sainte-Anne mit Start-Nr. 34 bereits eine Überraschung, als er den 5. Rang belegte.[6][7]

Damen:
- Der Saisonstart erfolgte ohne Carole Merle (Knieverletzung), Sandra Burn (Kreuzprobleme) – dazu waren Ulrike Maier ob ihrer Mutterschaft (Tochter Melanie war im August geboren worden) und Christelle Guignard (sie musste noch ein halbes Jahr ihrer Dopingsperre „absitzen“) ebenfalls nicht dabei.[8]

Vor dem Start in Park City waren Probleme anderer Art an die ÖSV-Damen heran gekommen, denn die Skier und das weitere Equipment (rund 2.000 kg) lagerten noch in Salt Lake City und die Zollpapiere waren verloren gegangen.

### Weltcup-Entscheidungen

#### Herren
Gesamt:
- Erstmals kam mit Ole Kristian Furuseth ein Norweger als Weltcup-Spitzenreiter nach Val-d’Isère; er führte mit 107 Punkten vor Bittner (79) und Mader (74).[10]

Nach den Dezember-Rennen führte Pirmin Zurbriggen (126) vor Furuseth (118) und Bittner (79).
Stand vor der Weltcuppause: Zurbriggen lag mit 295 Punkten klar voran: Furuseth hatte 212, Mader 203.
Nach den Rennen in Veysonnaz stand Zurbriggen mit 312 Punkten uneinholbar als Gesamtsieger fest, auf den Plätzen 2 und 3 schienen Furuseth (220) und Mader (203) auf.
Die Zwischenstände vor den März-Rennen in den anderen Disziplinen:
- In der Abfahrt führte Höflehner dank seines Zwischenhochs mit 131 vor Zurbriggen (92) und Skårdal (84).
- Super-G: Zurbriggen 73, Mader 61, Eriksson 56.
- Riesenslalom: Furuseth 88, Mader 86, Strolz 51.
- Slalom: Bittner 110, Furuseth 51, Gstrein 76.

Die Disziplinenentscheidungen:
Riesenslalom:
- Furuseth verteidigte die Kugel – zwar ex aequo mit Mader auf 96 Punkte gekommen, doch entschied hier die Platzziffer (da hatte der Norweger 2 zweite Plätze, Mader nur einen).[11]

Slalom:
- Der vierte Saisonsieg (4. März in Veysonnaz) brachte für Bittner vorzeitig die erneute Slalomkugel – er führte mit 135 vor Furuseth 81 und Gstrein 80.

Super-G:
- Der Titel ging klar an Zurbriggen, der auch zum Abschluss in Hemsedal gewann, während Konkurrent Mader nur Sechster wurde.

Abfahrt:
- Rang 3 in der ersten Åre-Abfahrt genügte Höflehner für den Sieg – er war mit 131 Punkten zum Finale gekommen und hätte von Zurbriggen (92) noch überholt werden können.

#### Damen
Gesamt:
- Hier war zum Jahresende Michaela Gerg (133) vor Anita Wachter (103) und Petra Kronberger (98.) voran. Kronberger übernahm mit ihrem Riesenslalomsieg und zwei dritten Plätzen in Santa Caterina die Weltcupführung mit 245 Punkten vor Wachter (228) und Michaela Gerg (199).

Abfahrt:
- Nach fünf Rennen (Haus am 13. Januar) hieß die Reihenfolge Michaela Gerg (75) vor Kronberger (60).

Vor der Weltcuppause:
Gesamt:
- Kronberger 275, Wachter, 260, Gerg 243.

Abfahrt:
- Gutensohn 110, Kronberger 106 und ex aequo Figini & Gerg 105. Da die weiters vorgesehene Abfahrt von Stranda am 10. März ausfiel und nicht nachgeholt werden konnte, war dies auch der Endstand.

Super-G:
- Merle 74, Wolf 63, Gerg 59.

Riesenslalom:
- Wachter 120, Roffe 74, Kronberger 68.

Slalom:
- Schneider 100, Strobl 73, Maierhofer 71.

In der Gesamtwertung fiel Michaela Gerg durch ihren Ausfall im „Riesen“ von Stranda entscheidend zurück – ihr Rückstand auf Kronberger betrug 54 Punkte. Doch die Salzburgerin fuhr in den weiteren Rennen derart stark und ihr Ausfall im abschließenden Slalom war nicht mehr entscheidend.
Riesenslalom:
- Rang 12 in Stranda genügte Anita Wachter für die Riesenwertung, die sie nun ein Rennen vor Schluss mit 124 Zählern vor Kronberger (78) für sich entschied.

Super-G:
- Mit ihrem „Triple“ in den letzten drei Super-Gs holte sich Carole Merle diese Wertung.

Slalom:
- Schneider, wenige Tage zuvor Pechvogel in Vemdalen, konnte den abschließenden Slalom und damit doch noch die Kristallkugel gewinnen, da die nach Lauf 1 (und in der Disziplinenwertung mit 108 Punkten) führende Strobl ausfiel.[12]

### Rennpause sowie Absagen und Verschiebungen
Von vornherein war von Anfang Februar bis Anfang März eine praktisch vierwöchige Weltcuppause festgelegt.
Hinsichtlich der vorgesehenen Zahl an Rennen bzw. Bewerben konnte diese annähernd absolviert werden, aber diverse Verschiebungen und vor allem unabänderliche Absagen (die Herrenabfahrt in Val-d’Isère durfte aus „Sponsorgründen“ nirgendwoanders gefahren werden) brachten Abweichungen. Zwei neue Weltcuporte bei den Damen (Breil/Brigels – Abfahrt am 3. Februar – und Candanchú – 3./4. März) kamen zu keiner Premiere, zudem hatte die langjährige Forderung nach Damenrennen in Kitzbühel (16. Januar), die somit nach 1961 erstmals wieder stattgefunden hätten, wegen der gefährlichen Pistenverhältnisse nicht verwirklicht werden können. Auch Jasná (3./4. März) hätte bei den Herren nach zehn Jahren eine „Renaissance“ erlebt.
- Starker Regen verhinderte die Austragung des Slaloms in Park City am 26. November.[13][14]
- Die für 9. Dezember in Val-d’Isère geplante Abfahrt musste bereits am 29. November (andere Angaben: 2. Dezember in Mont Sainte-Anne) abgesagt und konnte wegen Sponsor-Gründen auch nicht anderswo ausgetragen werden. Sie wurde trotzdem für 15. Dezember in Gröden angesetzt, doch ein Föhneinbruch mit starken Windböen machte die Austragung unmöglich.[15][16][17][18]
- Die für 21. Dezember programmierte Abfahrt in Saalbach-Hinterglemm musste wegen Schneemangels abgesagt bzw. nach Schladming verlegt werden.[19]
- Am 17. Dezember wurde nicht nur der Slalom in Madonna abgesagt (starker Regen, böiger Wind), auch die für 20./21. Dezember in Schladming geplanten Nachholabfahrten für Saalbach und Val-d’Isère/Gröden waren betroffen.[20][21]
- Der für 6. Januar geplante Herren-Riesenslalom in Kranjska Gora wurde gleich zu Jahresbeginn wegen Schneemangels abgesagt, jedoch blieb nicht nur der Slalom erhalten, es konnte auch der am 17. Dezember ausgefallene Slalom von Madonna (als Ersatzrennen vom 6. Januar) nachgeholt werden. Demgegenüber wurde der ausgefallene Riesenslalom am 5. Januar an Lagalp (14. Januar) delegiert, doch (nach Inspektion durch den FIS-Sicherheitsbeauftragten Sepp Messner wegen zu dünner Kunstschneepiste) für denselben Termin an Alta Badia vergeben.[22][23][24][25]
- Bei den Damen musste der Riesenslalom von Piancavallo (7. Januar) abgesagt werden.[26]
- Zum dritten Mal hintereinander musste die Abfahrt von Garmisch-Partenkirchen (13. Januar) abgesagt werden. Laut Aussage von Pisteninspekteur Heinz Krecek vom 3. Januar war die Strecke nicht mehr zu präparieren und die Wettervorhersage ließ auch für die kommenden Tage keinen Schnee erwarten. Im Zusammenhang damit musste auch der Slalom von Bad Wiessee gestrichen werden, da es sich um eine Kombinationswertung mit „GA-PA“ handelte, die laut FIS-Statuten an den vorgesehenen Orten hätten ausgetragen werden müssen. Anderseits bekam Schladming damit am 11./12. Januar diese beiden Rennen samt Kombination zugesprochen.[27]
- Der für 16. Januar in Kitzbühel geplante Damen-Super-G wurde am 15. Januar durch die Jury mit 3:2-Stimmen abgesagt. Einige Mannschaftsführer und der vorgesehene Kurssetzer Günther Hujara waren der Meinung, die Strecke sei zu wenig sicher und entspreche nicht den Erfordernissen eines Super-Gs. Der Veranstalter, der viel investiert hatte, fühlte sich hart betroffen, weil es sich außerdem um die 50. Hahnenkamm-Veranstaltung handelte[28]
- Sprintabfahrt in Kitzbühel: Am 17. Januar kam es nach Vorschlag des ÖSV-Cheftrainers Hans Pum zum Beschluss, die diesjährige Abfahrt in Form von zwei Sprintabfahrten mit Start von der Seidlalm über den Hausberg durchzuführen.[29]
- Absagen gab es am 17. und 18. Januar für die Lauberhornrennen und den Riesenslalom in Adelboden und bei den Damen für den Riesenslalom in Berchtesgaden (23. Januar), die Abfahrt in Pfronten (27. Januar) und der für 28. Januar vorgesehene Super-G in Lenggries, sodass in Deutschland zum dritten Mal en suite keine Weltcuprennen stattfinden konnten. Die Damenrennen wurden vom 25. bis 28. Januar nach Santa Caterina, die Lauberhornrennen vom 26. bis 28. Januar nach Val-d’Isère bzw. der „Riesen“ von Adelboden nach Veysonnaz verlegt.[30][31]
- Die Damenabfahrt in Santa Caterina musste nach drei Verschiebungen zu Mittag wegen irregulärer Verhältnisse (Schneetreiben, tiefhängende Wolken, Wind) abgesagt werden, bei den Herren in Val-d’Isère waren starke Schneefälle für eine sofortige Absage verantwortlich. Es konnte am 27. Januar wenigstens eine Abfahrt bei Neuschnee (damit wurden auch die Gleiterfähigkeiten von Sieger Höflehner bestätigt) ausgetragen werden, doch die kurzfristige Planung der Veranstalter, am 28. Januar einer weiteren Abfahrt, statt des Super-G, Priorität zu verschaffen, wurde durch erneute Wetterunbillen verhindert – womit anderseits wahrscheinlich die Chance auf den Super-G vergeben wurde. In Santa Caterina wurden Abfahrt und Super-G innerhalb weniger Stunden am 27. Januar gefahren. Die zweite Val-d'Isère-Abfahrt wurde jedoch am 29. Januar nachgeholt – und am Nachmittag wurde auch noch der Super-G gefahren.[32][33][34]
- Der am 30. Januar in Les Menuires ausgetragene Herren-Super-G war der Ersatz für Megève, wo das Rennen erst für den 4. Februar angesetzt war.
- Die Absage der Damenabfahrt in Veysonnaz am 2. Februar wegen Schneefalls und Nebels zog weitere Änderungen nach sich, denn nun wurden diese auf 3. und 4. Februar und der Riesenslalom auf 5. Februar verschoben.[35]
- Die erste der beiden Cortina-Abfahrten der Herren (3. Februar) diente als Ersatz für den Chamonix-Termin vom 2. Februar. Quellenhinweis siehe bitte „Höflehner bläst zum Angriff auf die Tofana“. In »Tiroler Tageszeitung« Nr. 28 vom 3./4. Februar 1990, Seite 35; letzter Absatz
- Schon am 16. Februar untersagte die FIS eine Abfahrt in Saalbach, weil in Kanada und in den USA unmittelbar zuvor noch die Titelkämpfe ausgetragen wurden. Auch die in Jasna für 3./4. März vorgesehenen Rennen wurden wegen Dauerregens abgesagt.[36]
- Zwei Wochen vor dem Finale wurde durch die FIS Stranda mit der Ausrichtung des in Candanchú abgesagten Riesenslaloms beauftragt, welches dadurch ein Rennen mehr am Programm hatte, doch Neuschnee führte anderseits zur Absage der Abfahrt am 9. März.[37][38]
- Während der Candanchú-Slalom der Damen (wie von Heinz Krecek vorgesehen) in Åre nachgeholt werden konnte, fiel der für 17. März vorgesehene Stranda-Abfahrtsnachtrag aus.
- Für den 18. März waren als "Tradition" Parallelslaloms für Damen und Herren, die nur zum Nationencup gezählt hätten, programmiert gewesen.

### Erwähnenswertes
- Mit Petra Kronberger hatte der ÖSV nach elf Jahren wieder eine Weltcup-Siegerin – wie auch in dieser Saison durch den Sieg von Anita Wachter im Riesenslalom am 3. Dezember 1989 in Vail eine mehr als elfjährige Sieglosigkeit der ÖSV-Damen in dieser Disziplin zu Ende ging (zuletzt am 17. März 1978 durch Annemarie Moser-Pröll in Arosa).
- Der von Armin Bittner gewonnene Slalom in Thredbo (12. August) war mit der Siegerzeit von 121,93 s der längste Weltcup-Slalom seit dem 28. Februar 1970 in Whistler, als Alain Penz in 127,73 s gewonnen hatte.
- Die Anreise des DSV-Herrenteams vom Training in Colorado nach Park City wurde zu einer durch Nebel ausgelösten 22-stündigen Qual, denn die Mannschaft kam vorerst von Salt Lake City nach San Francisco, wo sie nach drei Stunden im Bett wieder zurückfliegen musste, ehe der zweite Anlauf klappte. Vor allem gab es in dieser Zeit nichts zu essen, außer Erdnüsse.[39]
- Beim Riesenslalom in Waterville Valley (30. November) verbesserte sich Lars-Börje Eriksson noch von Rang 15 auf 2 (Quellenhinweis siehe bitte zum Premierensieg von Urs Kälin mit Titel „Nobody Kälin...“)
- Am 2. Dezember erlebten die Schweizer Herren ihr bislang schlechtestes Ergebnis in einem Weltcup-Riesenslalom: In Mont Sainte-Anne kam keiner des SSV-Teams ins Klassement.
- Beim Slalom von Mont Sainte-Anne (3. Dezember) hatte der Veranstalter und mit ihm hatten auch die Läufer große Probleme. Das Rennen begann mit halbstündiger Verspätung (deshalb gab es nach Rennschluss auch stressige Momente, denn die Athleten mussten noch die gebuchten Maschinen Richtung Europa erreichen), zudem verlief der Bewerb am Rande der Regularität, niedrige Startnummern hatten einen eindeutigen Vorteil – und nach dem ersten Durchgang setzte sich Armin Bittner mit einer Petition für den Abbruch ein; sogar die beiden Sieger Stangassinger und Gstrein hatten diesen Aufruf unterschrieben.[40]
- Die Herrenabfahrt am 20. Januar in Kitzbühel war die erste Abfahrt in der Weltcup-Geschichte, die in zwei Läufen gefahren und als „Sprintabfahrt“ bezeichnet wurde. Wegen Neuschnees konnte nicht auf der gesamten Originalstrecke gefahren werden und es wurden zu Beginn so genannte „Sternchenfahrer“ vom Start abgelassen. Entgegen späteren „Sprintabfahrten“ wurden hier allerdings im 2. Lauf auch die Läufer, die nach dem ersten Lauf nicht unter die Top 30 gekommen waren, zum zweiten Lauf zugelassen – und 52 Läufer kamen ins Klassement. Sieger Skårdal gewann mit nur 0,02 s Vorsprung – und er war in keinem der beiden Läufe Erster (im 1. Lauf lag er um 0,16 s hinter Höflehner, im zweiten war er gar nur Vierter mit 0,38 s hinter Zurbriggen).[41]
- Beim Super-G in Val-d’Isère (29. Januar) kamen erst die Startnummern nach 15 aufs Siegespodest. Vorerst hatten Furuseth vor Skardal geführt, Günther Mader (Nr. 16) löste das Norweger-Duo ab, wurde durch Armand Schiele (Nr. 22) verdrängt, doch Steve Locher (Nr. 45) war noch einmal um 0,03 s schneller – und die ersten 18 des Klassements lagen innerhalb einer Sekunde. Quellenhinweis siehe bitte „Helmut Höflehnrs zweiter Abfahrtstriumph“. In »Tiroler Tageszeitung« Nr. 24 vom 30. Januar 1990, Seite 9
- Der Super-G-Sieg durch Günther Mader in Les Menuires war der zweite Sieg der ÖSV-Herren in dieser Disziplin – den ersten hat es vor sieben Jahren am 10. Dezember 1983 in Val-d’Isère durch Hans Enn gegeben.
- In Santa Caterina wurde Sigrid Wolf am 27. Januar in der Abfahrt Dreißigste (Rückstand 2,26 s) und gewann Stunden später den Super-G.[42]
- Hinsichtlich der Herrenabfahrten in Cortina konnte der ÖSV wegen mehrerer Ausfälle nur in reduzierter Besetzung antreten; das Kontingent durfte auf Grund einer neuen FIS-Regel, die pro Nation nur zwei Läufer zuließ, die nicht unter den besten 60 der FIS-Rangliste platziert waren, nicht aufgefüllt werden.[43]
- Katharina Gutensohn avancierte mit ihrem Sieg in der Abfahrt in Veysonnaz (3. Februar) zur ersten Skiläuferin im Weltcup, die für zwei Nationen gewann.[44]
- Die Veranstalter der Damen-Super-Gs in Meribel (10./11. Februar) hatten mit einem Aufwand von ca. 171.000 DM den in den höheren Lagen produzierten Kunstschnee per Helikopter auf die Strecken gebracht.[45]
- Die ÖSV-Damen hatten bei ihrem Vierfach-Slalomsieg in Vemdalen das notwendige Glück, denn die nach dem ersten Lauf souverän mit exakt einer Sekunde Vorsprung führende Vreni Schneider fiel im zweiten Durchgang bei Tor-Nr. 15 aus, weil sie sich von einem Torrichter, der eine herausgerissene Innenstange in der Hand hielt, irritiert fühlte – und der SSV-Protest abgewiesen wurde.[46]
- Die Finalrennen in Schweden waren von Pannen begleitet, zudem fanden sie auf Grund des Desinteresses der dortigen Bevölkerung (sie bevorzugte die nordischen Bewerbe) praktisch unter Ausschluss der Öffentlichkeit statt. Hinsichtlich des deutschsprachigen TV-Publikums wurden die Bewerbe durchwegs durch die öffentlich-rechtlichen Stationen (meist live) übertragen und auch Eurosport hatte Titel wie „Ski-Report“ und „Alpiner Skisport“ am Programm.[47]

### Verletzungen
Allgemein:
Ausfälle vor dem Saisonstart oder in Trainings wurden wie folgt gemeldet: Michael Mair hatte sich auf der Saslong die Bänder im linken Knie zerrissen, Tamara McKinney hatte in Saas-Fee zum dritten Mal einen Beinbruch erlitten, Martin Hangl sich in Zermatt das Handgelenk gebrochen, Markus Wasmeier sich eine Knieverletzung bei seinem Sturz im vorletzten Tor des „Riesen“ von Waterville zugezogen. Richard Pramotton und Blanca Fernández Ochoa fehlten ebenfalls wegen Verletzungen.
Herren:
- Helmut Mayer kam am 29. November im allerletzten Training für den Slalom in Waterville Valley zu Sturz und zog sich einen Kreuz- und Seitenbandriss im rechten Knie zu; er wurde zum bekannten US-amerikanischen Spezialisten Steedman in Reno gebracht.[49]
- Alberto Tomba erlitt beim Sturz im Super-G in Val-d’Isère (10. Dezember) einen einfachen Bruch des linken Schlüsselbein, womit eine dreiwöchige Pause bevorstand.[50][51]
- Marc Girardelli stürzte beim Super-G in Sestriere (12. Dezember) mit hoher Geschwindigkeit ins Fangnetz, das dem Aufprall nicht standhielt und zerriss. „Gira“ wurde mit Prellungen n Brustkorb, Hüfte und Steißbein mit dem Helikopter ins Krankenhaus transportiert – es wurden zwei Wochen Pause vermutet.[52] „Girar“ nahm zwar am Slalom in Kranjska Gora teil, doch dies stellte sich als kontraproduktiv heraus. So dauerte die Pause länger als geplant, denn er musste sich zur weiteren Versorgung der Verletzungsfolgen ins Krankenhaus Feldkirch begeben, wo ihm ein Blutklumpen in der Hüfte (durch einen 10 cm lange Muskelriss entstanden) entfernt wurde. Drei Tage wurden für seinen Klinikaufenthalt genannt. Letztlich gab der Wahl-Luxemburger aber in München bekannt, die Saison vorzeitig zu beenden und an seinem Wohnsitz im Appenzeller Land für den kommenden Skiwinter zu planen.[53][54][55]
- Ein Sturz von Giorgio Piantanida am 16. Dezember bei der Gröden-Abfahrt in den Kamelbuckeln war lebensbedrohlich. Nach einem Herzstillstand und kurzfristiger Bewusstlosigkeit drohte er an seiner eigenen Zunge zu ersticken. Im Krankenhaus Bozen wurden neben einer Gehirnerschütterung ein Schulterbruch und drei gebrochene Rippen festgestellt. Laut einer Meldung über Weihnachten konnte Piantanida die Intensivstation verlassen.[56][57]

Damen:
- Vreni Schneider verzichtete wegen einer im Training erlittenen Kapseldehnung auf ein Antreten bei der Abfahrt in Steamboat. Sie musste sich sogar einer Arthroskopie unterziehen, die nach der Rückkehr in der Schweiz erfolgen sollte, was einen Ausfall von zwei bis drei Wochen bedeutete.[58][59]

### Premierensiege
Herren:
- Urs Kälin kam am 30. November 1989 beim Riesenslalom in Waterville Valley zu seinem ersten Sieg. Er hatte bislang noch nie ein Europacup-Rennen, nicht einmal einen Schweizer Titel gewonnen. Ein zehnter Rang beim Super-G in Whistler am 26. Februar 1989 war sein bisher bestes Weltcup-Resultat gewesen. Nach dem ersten Lauf war er auf Rang 3 gelegen.[60][61][62]
- Der 3. Dezember 1989 brachte für Thomas Stangassinger im Slalom von Mont Sainte-Anne den ersten Sieg. Allerdings gab es bei diesem Rennen einige Auffälligkeiten, die im Artikel "Erwähnenswert" enthalten sind.
- Niklas Henning war am 10. Dezember 1989 bei Super-G in Val-d’Isère ein einziges Mal erfolgreich, wobei er die Start-Nr. 35 trug.
- Eine ebenfalls hohe Startnummer, nämlich 34, trug Richard Kröll bei seinem ersten Sieg am 14. Januar 1990 beim Riesenslalom in Alta Badia, wobei er einen kuriosen Vierfach-Sieg seines Teams anführte, denn auf Rang 3 gab es eine ex-aequo-Platzierung zwischen Nierlich und Strolz.
- Atle Skårdal verband am 20. Januar seinen ersten Sieg mit der Premiere der „Sprintabfahrt“ in Kitzbühel.
- Nochmals bei einem Super-G in Val-d’Isère war es am 29. Januar 1990 Steve Locher, der seinen ersten Sieg holte, wobei er mit Start-Nr. 46 von den besser werdenden Bedingungen profitierte.
- In seinem Heimatort Cortina d’Ampezzo kam es am 3. Februar 1990 zum Premierensieg für Kristian Ghedina, der damit den ersten seiner 12 Siege in Weltcupabfahrten errang und nach einjähriger Unterbrechung (zuletzt Michael Mair am 23. Januar 1988 bei Dreifachsieg in Leukerbad) wieder für einen italienischen Herrensieg in einer Abfahrt sorgte.
- Am 3. März 1990 feierte Fredrik Nyberg mit dem Riesenslalomsieg in Veysonnaz seinen ersten von sieben Weltcupsiegen – und mit in Summe sechs Siegen im Riesenslalom ist er (hinter Ingemar Stenmarks unerreichten 46 Erfolgen) zweitbester Schwede in dieser Disziplin.

Damen:
- Nathalie Bouvier konnte am 24. November 1989 ihren ersten Sieg im Riesenslalom von Park City (mit 2 Laufbestzeiten) erringen, wobei ihre Start-Nr. 40 die bis dato (März 2019) höchste Siegernummer in einem Damen-Riesenslalom darstellt. Außerdem bedeuten die von der Französin errungenen 25 Weltcuppunkte überhaupt ihre ersten Punkte.
- Für Claudia Strobl war dies am 10. Dezember 1989 im Slalom in Steamboat Springs der Fall.
- Dasselbe galt für Veronika Šarec am 14. Januar 1990 im Slalom in Haus im Ennstal.
- Letztlich konnte sich Karin Buder am 11. März 1990 beim Slalom in Stranda in den Siegerlisten verewigen; allerdings gelang ihr nicht ganz drei Jahre später mit Slalomweltmeisterschaftsgold in Morioka-Shizukuishi ein noch größerer Erfolg.

### Rennen außerhalb des Weltcups
- Am 26. Oktober für die Damen und am 28. Oktober für die Herren wurde ab jeweils 11 Uhr am Rettenbachferner in Form eines Parallelslaloms ein „Gletschercup '89“ in Sölden ausgetragen. Bei den Damen siegte Ingrid Salvenmoser vor Mateja Svet, Elisabeth Kirchler und Katjuša Pušnik. Der Herrensieg ging an Pirmin Zurbriggen vor Bernhard Gstrein. Paul Accola wurde kampflos Dritter, weil Rudi Nierlich sich bei seinem Duell mit Zurbriggen eine Handverletzung zugezogen hatte. Marc Girardelli fehlte, er befand sich bei Trainings am Stilfserjoch.[63][64][65][66][67]
- Die Weltcuppause wurde für die nationalen Meisterschaften genützt. Zum Auftakt jener des ÖSV in Lech (Riesenslaloms) und Warth (Slaloms) gab es am 23. Februar im Herren-Riesenslalom einen vierfachen Tiroler Sieg mit Richard Kröll als Ersten, der Damenslalom wurde von Claudia Strobl gewonnen. Slalommeister wurde zwar Günther Mader, aber der Südtiroler Oswald Tötsch war um 0,20 s schneller gewesen. Anita Wachter holte sich den „Riesen“-Titel.[68][69]

### Rücktritte
Mehrere Große der alpinen Skiszene traten ab, nämlich Pirmin Zurbriggen und Maria Walliser, aber auch Paul Frommelt verabschiedete sich. Zurbriggen, der nochmals den Gesamt-Weltcup gewann, bestritt am 17. März in der zweiten Åre-Abfahrt sein letztes Rennen (Rang 11), seinen letzten Sieg hatte er kurz zuvor, beim Super-G am 10. März in Hemsedal, errungen. Auch Frommelts letztes Rennen mit Weltcuppunkten endete auf Rang 11, und zwar beim Slalom in Sälen am 12. März 1990; sein letztes Podium war auch gleichzeitig sein letzter Sieg gewesen, beim zwei Jahre zuvor ausgetragenen Saisonfinale, als er am 26. März 1988 den Slalom in Saalbach-Hinterglemm gewann. Bei Maria Walliser war Rang 7 im Super-G von Åre am 16. März das letzte Resultat in den Weltcuprängen, ihr letzter Sieg war jener am 13. Januar 1990 in der Abfahrt in Haus im Ennstal gewesen. Noch bevor sie 22 wurde, kam der Rücktritt der aktuellen Slalomweltmeisterin Mateja Svet. Sie gab diese Entscheidung am 2. Juni 1990 in Ljubljana bekannt.
Weitere Rücktritte: Claudine Emonet, Brigitte Gadient, Beatrice Gafner, Ida Ladstätter, Camilla Nilsson, Brigitte Oertli, Catherine Quittet, Karen Percy bzw. Grega Benedik, Didier Bouvet, Lars-Börje Eriksson, Felix McGrath, Gustav Oehrli, Oswald Tötsch.